# Enste (Meschede)
Enste ist ein Stadtteil von Meschede. Der Ort liegt nördlich der A 46 an der gleichnamigen Abfahrt. Die Glassmecke fließt durch den Ort und mündet westlich von Schloss Laer in die angrenzende Ruhr. Um Enste liegt das Landschaftsschutzgebiet Offenland um Enste. Am südlichen Dorfrand steht das Naturdenkmal Linde südlicher Ortsrand Enste.

## Geschichte
Im Jahr 2014 fand man in dem Gewerbegebiet des Ortes Keramikscherben und Überreste von Pfostengruben einer Siedlung aus der Eisenzeit. Der Ort gehörte zum Kreis Meschede. Im Rahmen der kommunalen Neuordnung wurde Enste am 1. Januar 1975 ein Stadtteil der neuen Stadt Meschede. Der alte Wehrspeicher wurde im Jahr 1989 in die Liste der Denkmale der Stadt Meschede aufgenommen.

## Bilder

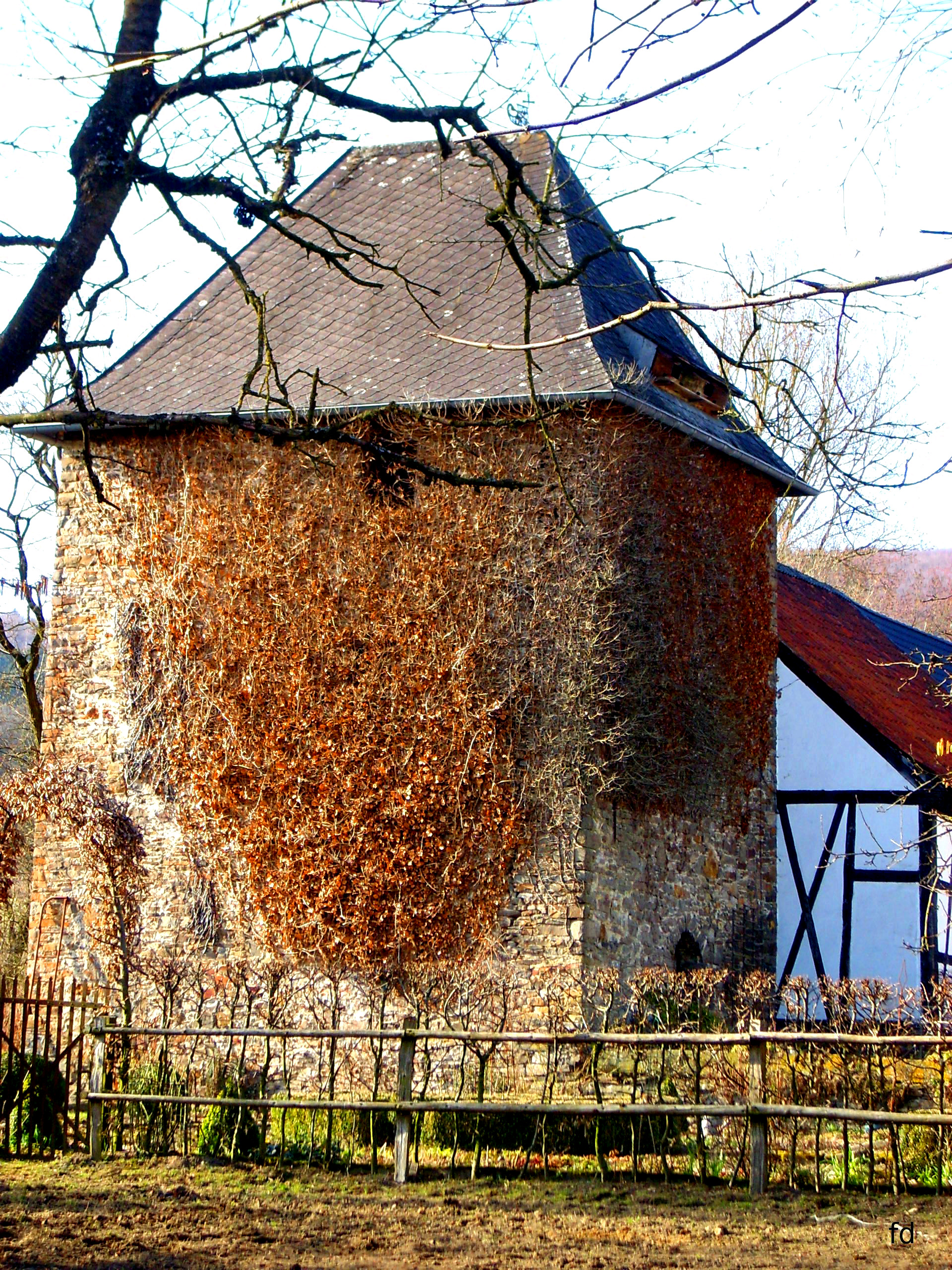
Denkmalgeschützter Wehrspeicher
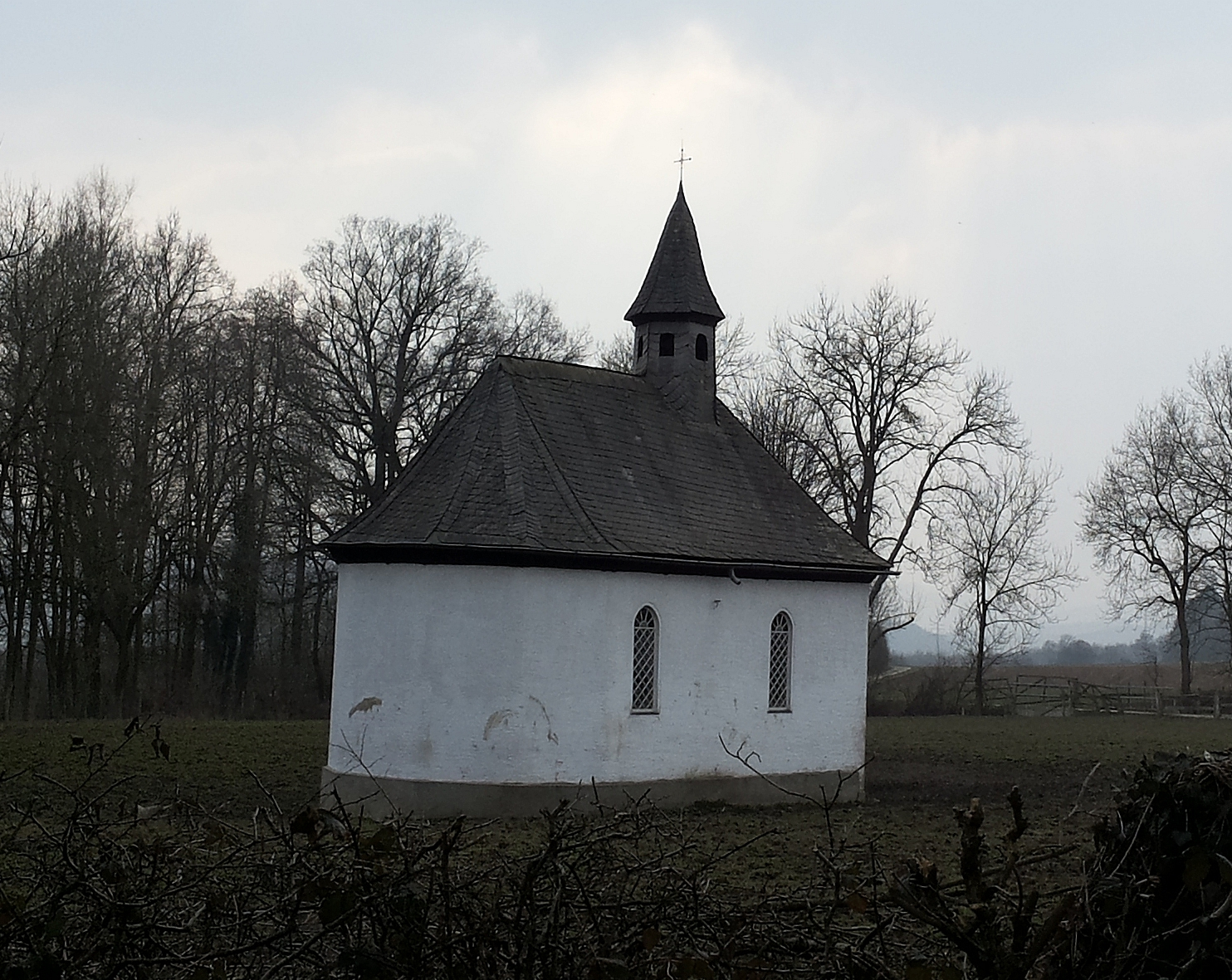
Kapelle in Enste